# Feeling Record Italiana
La Feeling Record Italiana è una casa discografica italiana, attiva dal 1976 fino alla prima metà degli anni '80.

## Storia della Feeling Record Italiana
L'etichetta viene fondata nel 1976 da Renato Pent; la sede è, per i primi anni di attività, a Torino.
Tra gli artisti che vengono pubblicati dalla Feeling Record Italiana i più noti sono Gipo Farassino, Raffaella De Vita e i Delfini; inoltre nel corso della sua attività l'etichetta si è anche occupata della pubblicazione di colonne sonore, come ad esempio quella del film Padre padrone dei fratelli Taviani (liberamente tratto dall'omonimo romanzo di Gavino Ledda e vincitore della Palma d'oro come miglior film al 30º Festival di Cannes), curata da Egisto Macchi.
Pent cede poi l'attività al noto fisarmonicista piemontese Fernando Francia.
La Feeling Record Italiana ha poi limitato il suo campo d'azione ai dischi di liscio e, dopo aver spostato la sede sociale a Viarigi (in provincia di Asti), ha cessato l'attività discografica mantenendo però in vita quella delle edizioni musicali.

## I dischi pubblicati
La datazione si basa sull'etichetta del disco, o sul vinile o, infine, sulla copertina; qualora nessuno di questi elementi abbia una datazione, ci si basa sulla numerazione del catalogo; se esistenti, è riportato oltre all'anno il mese e il giorno (quest'ultimo dato si trova, a volte, stampato sul vinile).

### 33 giri - Serie FR
| FR 69401 | 1976              | Gipo Farassino    | Ij mè amor dij vint'ani                                 |      |               |                                |
| FR 69402 | 21 settembre 1977 | Gipo Farassino    | Per la mia gente                                        |      |               |                                |
| FR 69403 | 1977              | The General Sound | Ritornare bambini/Disco summer                          | 1977 | Egisto Macchi | Padre padrone (colonna sonora) |
| FR 69404 | 1978              | Egisto Macchi     | Antonio Gramsci - I giorni del carcere (colonna sonora) |      |               |                                |
| FR 69406 | 1979              | Raffaella De Vita | Brecht Eisler                                           |      |               |                                |

### 33 giri - Serie FR E
| Numero di catalogo | Anno | Interprete                         | Titoli         |
| ------------------ | ---- | ---------------------------------- | -------------- |
| FR E 69602         | 1977 | Fernando Francia e il suo Folklore | Dal Monferrato |

### Mix
| Numero di catalogo | Anno | Interprete   | Titoli                        |
| ------------------ | ---- | ------------ | ----------------------------- |
| FR 23001           | 1978 | Bahia Blanca | Mania/Hawai/Beato te/Ambarabà |

### 45 giri
| Numero di catalogo | Anno | Interprete          | Titoli                                         |
| ------------------ | ---- | ------------------- | ---------------------------------------------- |
| FR 9301            | 1976 | Antygone's Band     | Patricia/Pica Pica Para Para                   |
| FR 9302            | 1976 | Gill & Opera Buffa  | I Ain't Got Nobody/Woman Wait For Me           |
| FR 9303            | 1977 | I Delfini           | Eloisa/Laila                                   |
| FR 9304            | 1977 | Man Face            | You're Hurt Me                                 |
| FR 9305            | 1977 | Discoteque Express  | El Gringo/Rosanne                              |
| FR 9306            | 1977 | The General Sound   | Ritornare bambini/Disco Summer                 |
| FR 9307            | 1977 | Gipo Farassino      | Girano/Cuore                                   |
| FR 9308            | 1977 | Massimo Bizzo       | Christine/Francesco                            |
| FR 9309            | 1977 | Everest             | Clover/Queen                                   |
| FR 9310            | 1977 | Brahm's Memories    | I Feel In Love/Realtà                          |
| FR 9311            | 1977 | Tequila             | Vamos Amigos/Niño                              |
| FR 9312            | 1978 | Romano Bertola      | Torna a casa mamma/Mi.mi.fa.sol                |
| FR 9313            | 1978 | Classe Unica        | Avevi freddo/Augh!                             |
| FR 9314            | 1978 | Cecilia             | Les Biches (le cerbiatte)/Ninna nanna di Saffo |
| FR 9315            | 1978 | Piero Damosso       | ...e penso a te/Povero amore                   |
| FR 9316            | 1978 | Questo strano mondo | Per colpa sua/Foto ricordo                     |
| FR 9319            | 1978 | Valerio Liboni      | Innocente tentativo/Ah che stupida età         |